# 2022年奧地利總統選舉
2022年奧地利總統選舉（德語：Bundespräsidentenwahl in Österreich 2022）於2022年10月9日舉行，由七位候選人進行第一輪投票。
奧地利總統是每隔六年直選產生，可連選連任一次。奧地利憲法賦予總統任命聯邦內閣的權力，但實際上政府首腦由議會多數黨推舉，總統並無多大實權。根據憲法，在第一輪投票中如果沒有候選人獲得超過50%的選票，則進行第二輪投票。
選舉最終由立場親近歐洲聯盟的現任奧地利總統亞歷山大·范德貝倫在首輪投票中贏得連任。

## 候選人

### 無黨籍
- 格拉德·葛羅斯（德语：Gerald Grosz）
- 海因里希·史陶丁厄（德语：Heinrich Staudinger）
- 塔西洛·瓦倫亭（德语：Tassilo Wallentin）

### 奧地利人、自由、基本權利黨（MFG（德语：MFG–Österreich Menschen – Freiheit – Grundrechte））
米夏埃爾·布魯納

### 奧地利自由黨
瓦特·羅森康茨

### 绿党－绿色替代
亞歷山大·范德貝倫

### 奧地利啤酒黨（德语：Bierpartei (Österreich)）
多米尼克·弗瓦茲內（藝名Marco Pogo）

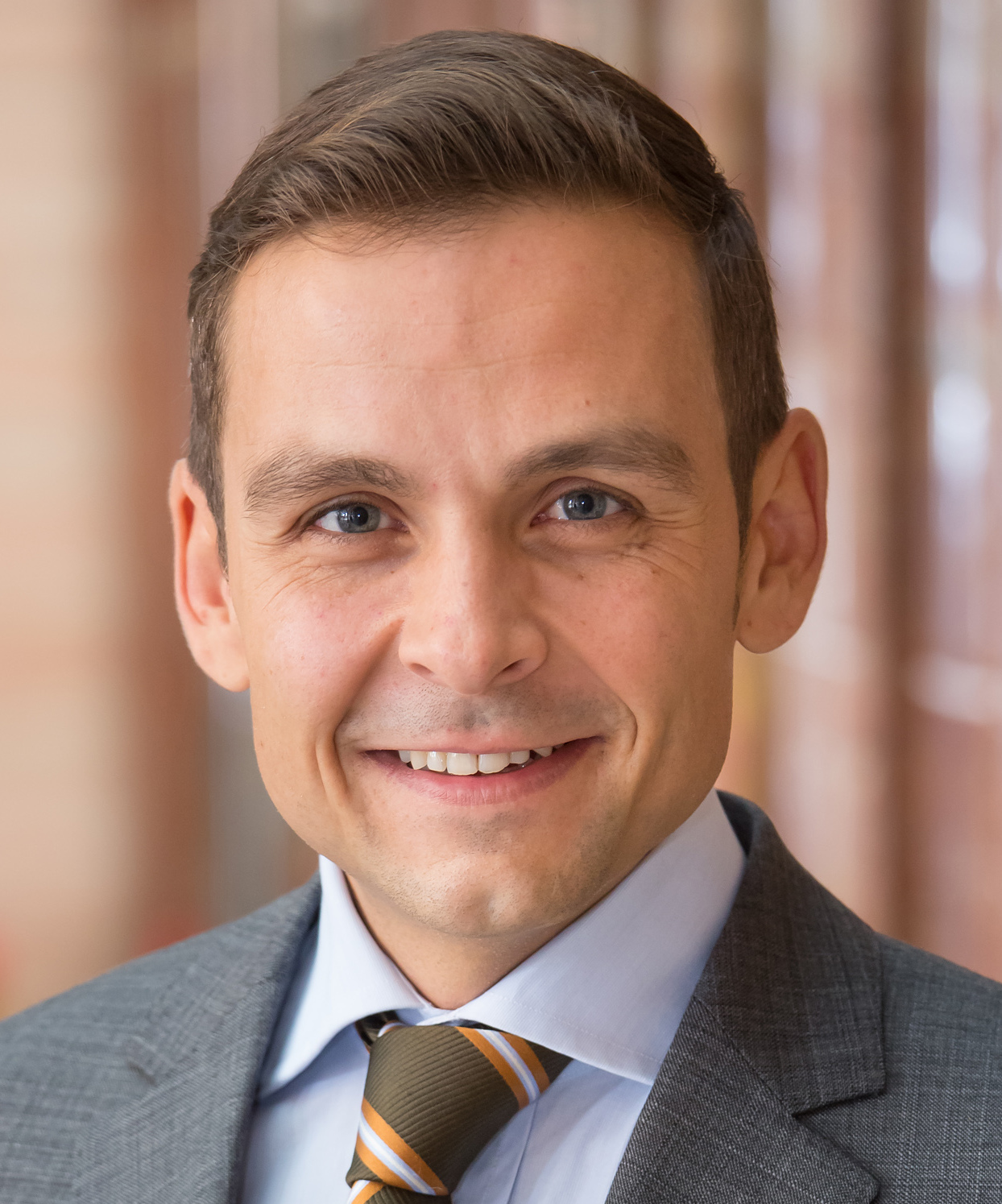
格拉德·葛羅斯
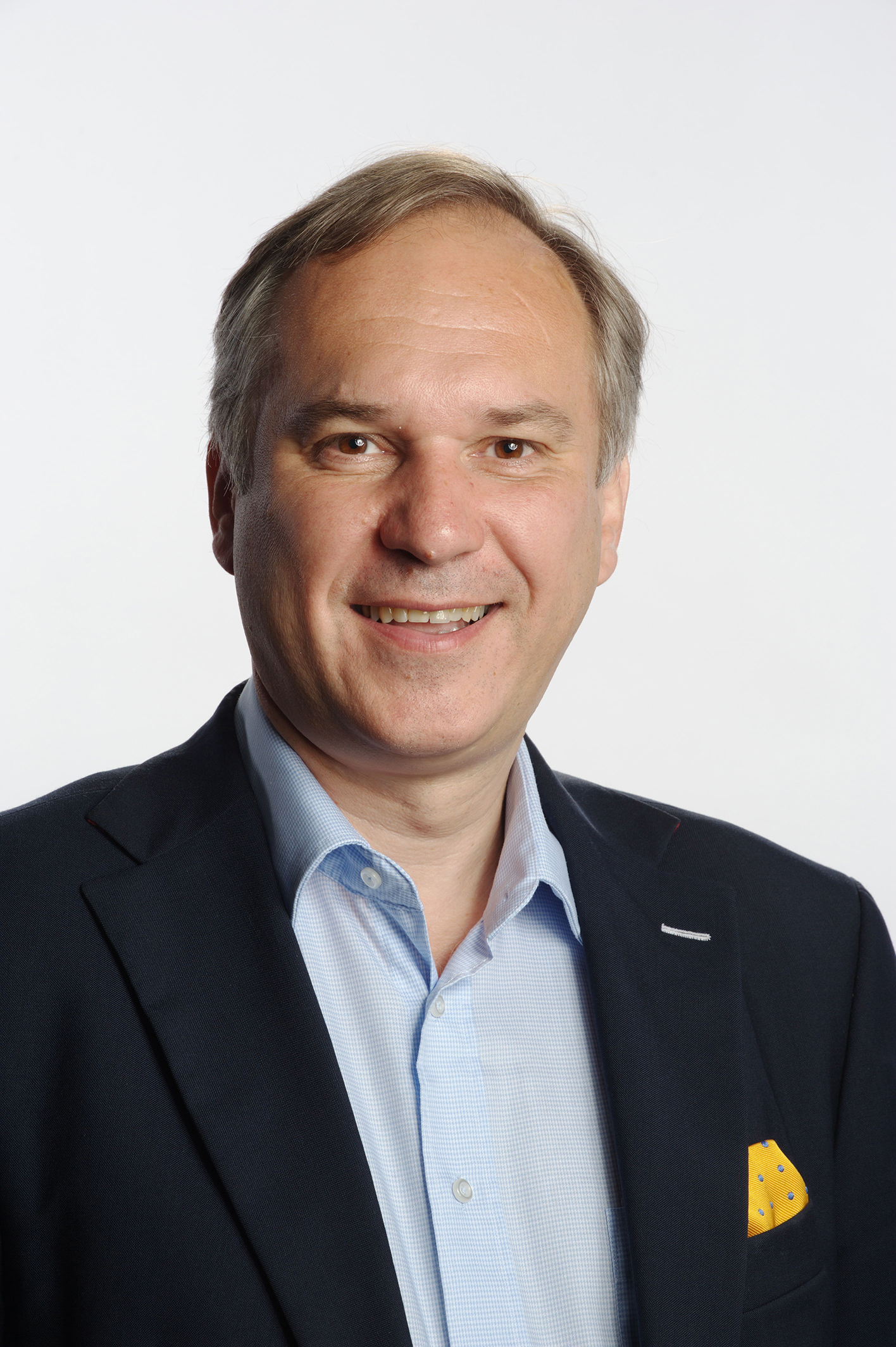
瓦特·羅森康茨
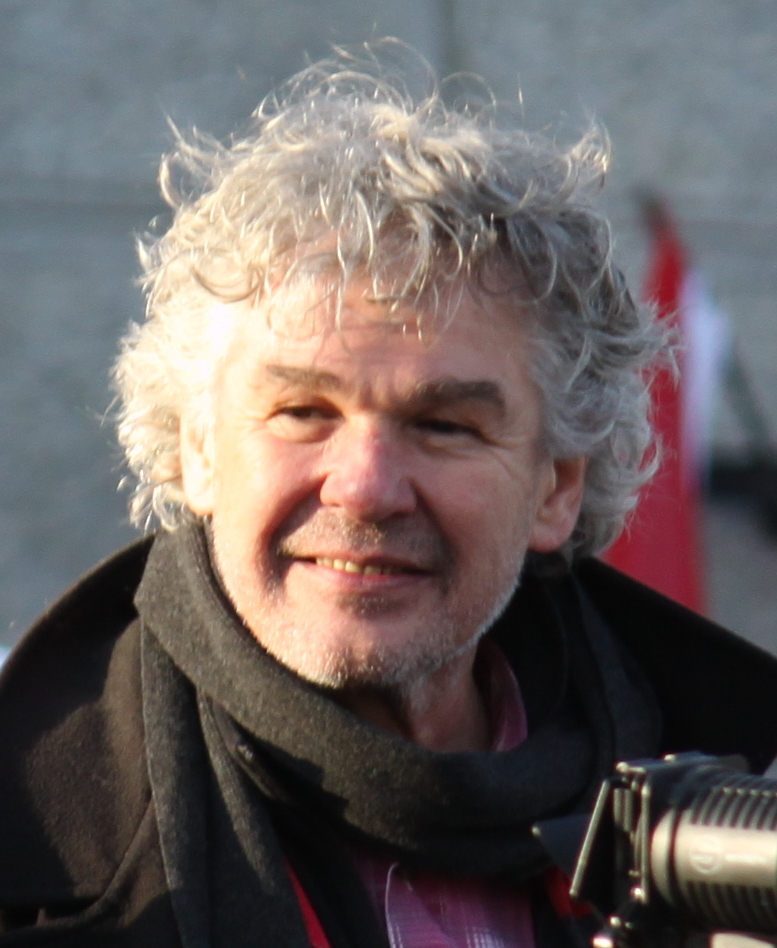
海因里希·史陶丁厄
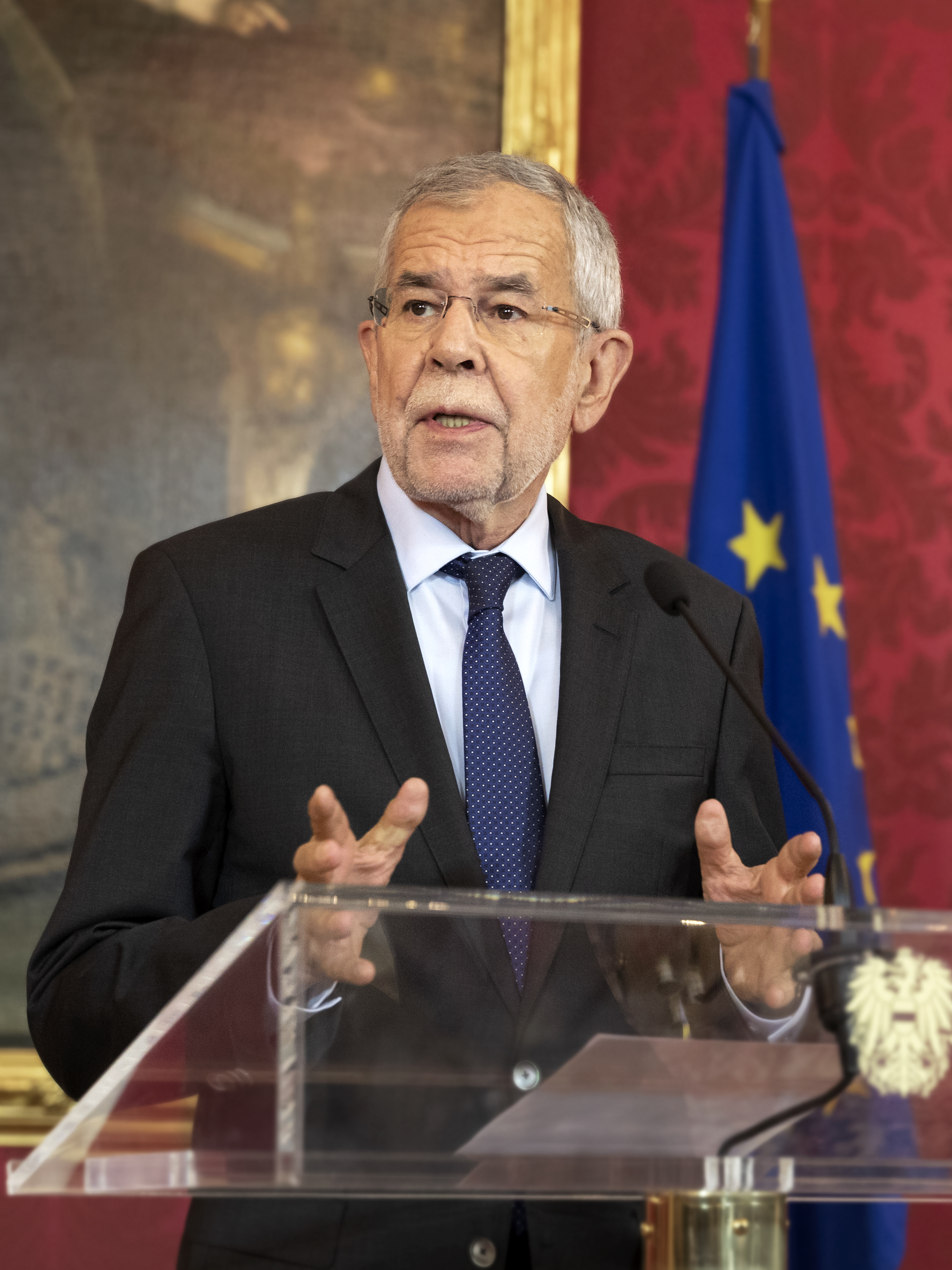
亞歷山大·范德貝倫
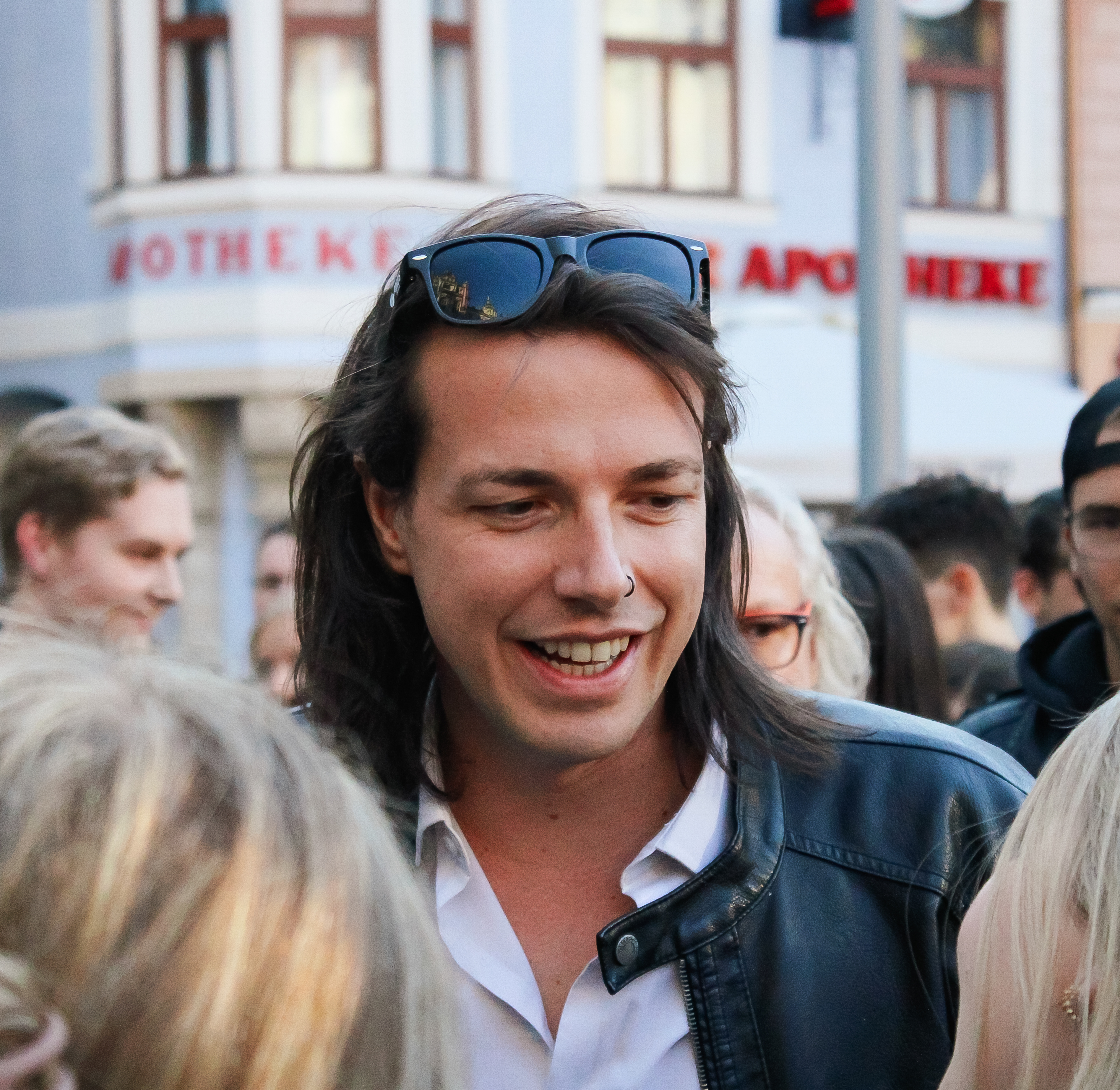
多米尼克·弗瓦茲內 （藝名Marco Pogo）

## 選舉結果
選舉最終由立場親近歐洲聯盟的現任奧地利總統亞歷山大·范德貝倫在首輪投票中贏得連任。